# L'Orchestre (Anouilh)
Pour les articles homonymes, voir Orchestre (homonymie).
L'Orchestre est une pièce-concert de Jean Anouilh écrite en 1962 et créée le 11 janvier 1962 à la Comédie des Champs-Élysées (Paris), en lever de rideau de La Foire d'empoigne, dans une mise en scène de Roland Piétri et de l'auteur lui-même, avec des décors et costumes de Jean-Denis Malclès et la musique de Georges van Parys. Son succès fut mitigé (92 représentations).
Elle fait partie des Nouvelles pièces grinçantes avec L'Hurluberlu ou le Réactionnaire amoureux (1957), Le Boulanger, la Boulangère et le Petit Mitron (1968) et Les Poissons rouges ou Mon père ce héros (1968).

## Résumé
Dans une petite ville d'eaux, sur la scène de l'hôtel qui les emploie, les membres de l'orchestre féminin cancanent et se déchirent à belles dents.

## Présentation
Une musique brillante; le rideau baissé. Puis le rideau se lève sur un orchestre de femmes sur une estrade, dans une brasserie de ville d'eaux qu'on ne voit pas. Elles sont vêtues de robes demi-habillées qui témoignent toutes d'une certaine recherche dans le mauvais goût.
Au piano, de dos, on ne le remarquera pas tout de suite, un petit homme falot et maigrichon. Sur un côté un chevalet où est posée une pancarte portant le chiffre 3. Le morceau brillant se termine peu après le lever de rideau.
Dès qu'ils ont fini de jouer, les musiciens parlent.

## Distribution originale
- Madeleine Barbulée : Patricia ;
- Odile Mallet : Paméla ;
- Dominique Davray : Madame Hortense ;
- Édith Perret : Suzanne Délicias ;
- Nicole Vassel : Ermeline ;
- Nicole Manuello : Léona ;
- Henri Virlogeux : le pianiste ;
- Gabriel Gobin : Monsieur Lebonze.

## Nouvelle création et reprises
- 1973 - Nouvelle création au café-théâtre Le Fanal dans une mise en scène d'Andreas Voutsinas. 500 représentations.
- 1973 - Café-théâtre de Rennes dans une mise en scène d'Andreas Voutsinas.
- 1974 - IXe festival Vacances-théâtre à l'abbaye de Stavelot.
- 1974 - Diffusion télévisée sur la 3e chaîne dans une mise en scène d'Andreas Voutsinas.
- 1974 à 1987 - Argentine et Espagne
- 1976 - Théâtre Campagne-Première à Paris
- 1983 - Théâtre de Dix-Heures et Compagnie du Samedi à Paris
- 1983 - Teatro Belli à Rome
- 1986 - Stockholm
- 2009 - Théâtre de Nesle, dans une mise en scène de Denis Souppe (avec Julien Méresse, Evelyne Walter, Jocelyne Mucig, Anne Parisot, Hannah Verdi, Alice Magnone et Corinne Bailly)